# Igreja Católica na Áustria
A Igreja Católica na Áustria faz parte da Igreja Católica mundial, sob a liderança do Papa, da Cúria Romana, e da Conferência dos Bispos Austríacos. A Igreja Católica é a maior confissão cristã da Áustria, com, de acordo com o censo de 2001, 5,9 milhões de pessoas (cerca de 73,6% da população). Em 2001, o número de fiéis praticantes das missas dominicais era de cerca de 11,5% (em percentagem da população total, resulta em 914.348 fiéis praticantes em uma população total de 8.043.000). Desde 2001, o número de católicos (e número de fiéis) caiu, principalmente devido à secularização. Os números mais recentes (como de 2021) disponibilizados pela própria igreja austríaca, mostra um total de 4.828.066 membros, ou 53,8% da população austríaca total, porém com um e um atendimento semanal à igreja de 532.937, ou seja, apenas 6.0% da população austríaca total.
O órgão dirigente da Igreja na Áustria é a Conferência dos Bispos Austríacos, composta pela hierarquia dos dois arcebispos (de Viena e de Salzburgo), os bispos e o abade da Abadia Territorial de Wettingen-Mehrerau. No entanto cada bispo é independente na sua própria diocese, respondendo apenas ao papa. O atual presidente da Conferência dos Bispos é o arcebispo-primaz Franz Lackner.
Embora a Áustria não tenha um primaz, o arcebispo de Salzburgo é intitulado Primus Germaniae (Primaz da Alemanha).

## Estrutura

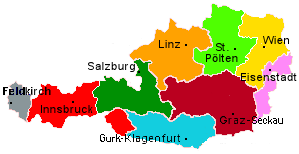
Dioceses austríacas desde 1968

- Arquidiocese de Viena com as seguintes sufragâneas:
  - Diocese de Eisenstadt
  - Diocese de Linz
  - Diocese de Sankt Pölten

- Arquidiocese de Salzburgo com as seguintes sufragâneas:
  - Diocese de Graz-Seckau
  - Diocese de Gurk
  - Diocese de Feldkirch
  - Diocese de Innsbruck

- Abadia Territorial de Wettingen-Mehrerau (imediatamente sujeita à Santa Sé)
- Ordinariato Militar da Áustria (imediatamente sujeita à Santa Sé)

## Chamada à Desobediência
A organização Chamada à Desobediência (Aufruf zum Ungehorsam em alemão) é um movimento surgido na Áustria composto principalmente por padres dissidentes, que começou em 2006. O movimento reivindica o apoio da maioria dos padres católicos austríacos visando a ordenação de mulheres, casamento e sacerdócio não celibatário, permitindo a distribuição da Santa Comunhão para divorciados que se casaram novamente e para pessoas que discordam dos ensinamentos do Magistério da Igreja Católica. O grupo também acredita que a forma como a Igreja é governada precisa de uma reforma. O Papa Bento XVI criticou o movimento várias vezes em seus discursos, descrevendo-os como hereges e cismáticos. Por outro lado, o seu fundador, Rev. Helmut Schüller, culpa o que ele afirma ser uma "monarquia absolutista" e resistência à mudança por parte do Vaticano para um possível cisma. O grupo afirma ter uma crescente adesão em outros países.

## Estatísticas
Nas últimas décadas, vem ocorrendo uma grande secularização da sociedade, não só na Áustria, mas em toda a Europa. A tabela a seguir mostra o decréscimo do número de fiéis da Igreja Católica e e das igrejas luteranas. Esta última teve seus números de participação reduzidos quase à metade.
| Principais religiões |           |           |        |           |      |
| Ano                  | População | Católicos | %      | Luteranos | %    |
| 1951                 | 6.933.905 | 6.170.084 | 89,0 % | 429.493   | 6,2% |
| 1961                 | 7.073.807 | 6.295.075 | 89,0 % | 438.663   | 6,2% |
| 1971                 | 7.491.526 | 6.548.316 | 87,4 % | 447.070   | 6.0% |
| 1981                 | 7.555.338 | 6.372.645 | 84,3 % | 423.162   | 5.6% |
| 1991                 | 7.795.786 | 6.081.454 | 78,0 % | 388.709   | 5,0% |
| 2001                 | 8.032.926 | 5.915.421 | 73,6 % | 376.150   | 4,7% |
| 2011                 | 8.408.121 | 5.403.722 | 64,3 % | 319.752   | 6,8% |
| 2021                 | 8.979.894 | 4.828.066 | 53,8 % | 270.585   | 3,0% |